# أندي غوستافسون
أندي غوستافسون (بالإنجليزية: Andy Gustafson) هو لاعب كرة قدم أمريكية أمريكي، ولد في 3 أبريل 1903 في أورورا في الولايات المتحدة، وتوفي في 7 يناير 1979 في كورال غيبلز في الولايات المتحدة.

## وصلات خارجية
- أندي غوستافسون على موقع قاعة فلوريدا للمشاهير الرياضية (الإنجليزية)